# Boundary Bay Airport

i7
i11
i13
Der Boundary Bay Airport (IATA: YDT; ICAO: CZBB) ist ein Flughafen in der kanadischen Provinz British Columbia. Er liegt 26 km südlich von Vancouver in der Gemeinde Delta, an der Boundary Bay nahe der Grenze zu den USA. Der am 11. Juli 1983 eröffnete Flughafen dient hauptsächlich der allgemeinen Zivilluftfahrt. Er verfügt über Einrichtungen für Flugzeugwartung, Flugtraining und Flugsicherungsschulungen. Da er als airport of entry klassifiziert ist und dort Beamte der Canada Border Services Agency (CBSA) stationiert sind, ist dort eine Einreise aus dem Ausland möglich.
Aufgrund der geringen Distanz zum Vancouver International Airport wird Boundary Bay nicht von Linienflugzeugen angeflogen. Er wird aber von Charterflügen bedient und dient zahlreichen kleineren Fluggesellschaften als Wartungsbasis. Gemessen an der Anzahl Flugbewegungen ist er der fünftgrößte Flughafen Kanadas.

## Geschichte
Nach dem Start des Commonwealth Air Training Plan im Jahr 1939 hielt die Royal Canadian Air Force (RCAF) Ausschau nach geeigneten Standorten zur Ausbildung von Piloten. Nachdem 1940 Grundstücke an der Boundary Bay erworben wurden, konnten die Schulungen am 10. April 1941 aufgenommen werden. Ab 1. Juli 1943 waren hier Flugzeuge der Typen Hawker Hurricane, Consolidated B-24 und Handley Page Hampden stationiert. Das letzte Kampfflugzeug hob am 31. Oktober 1945 ab und 1946 schloss die RCAF den Flugplatz.
Ab 1949 wurde Boundary Bay zur Fernmelde- und elektronischen Aufklärung genutzt, 1971 aber wiederum geschlossen. Die Gemeinde Delta nutzte das Gelände für Ausstellungen und Autorennen. Als sich abzeichnete, dass der nahegelegene internationale Flughafen die allgemeine Zivilluftfahrt nicht mehr bewältigen konnte, schlug das kanadische Verkehrsministerium die Reaktivierung von Boundary Bay vor. Der Flugplatz wurde markant ausgebaut und am 11. Juli 1983 wiedereröffnet. Nach mehreren Besitzerwechseln betreibt seit 1. Dezember 2004 Alpha Aviation den Flughafen.

## Start- und Landebahn
- Landebahn 07/25, Länge 1708 m, Breite 30 m, Asphalt;
- Landebahn 12/30, Länge 1143 m, Breite 30 m, Asphalt.[3]